# Karl Gottfried Mäser

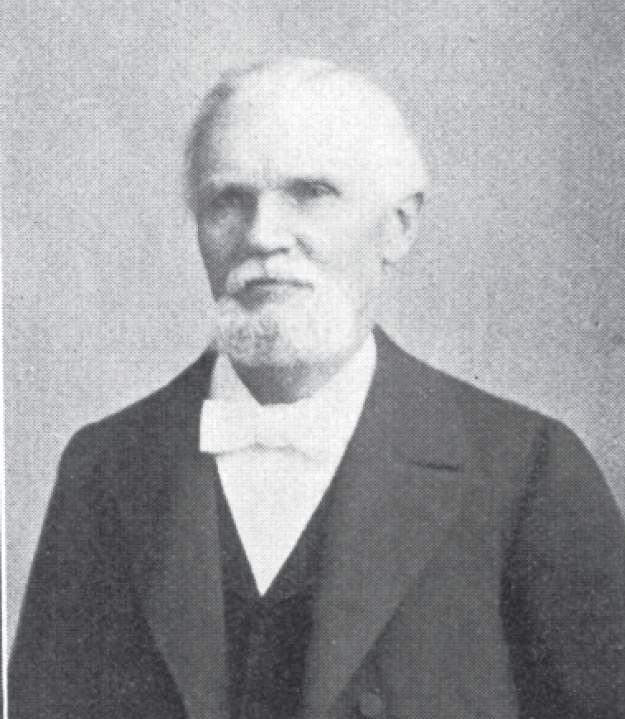
Karl Gottfried Mäser

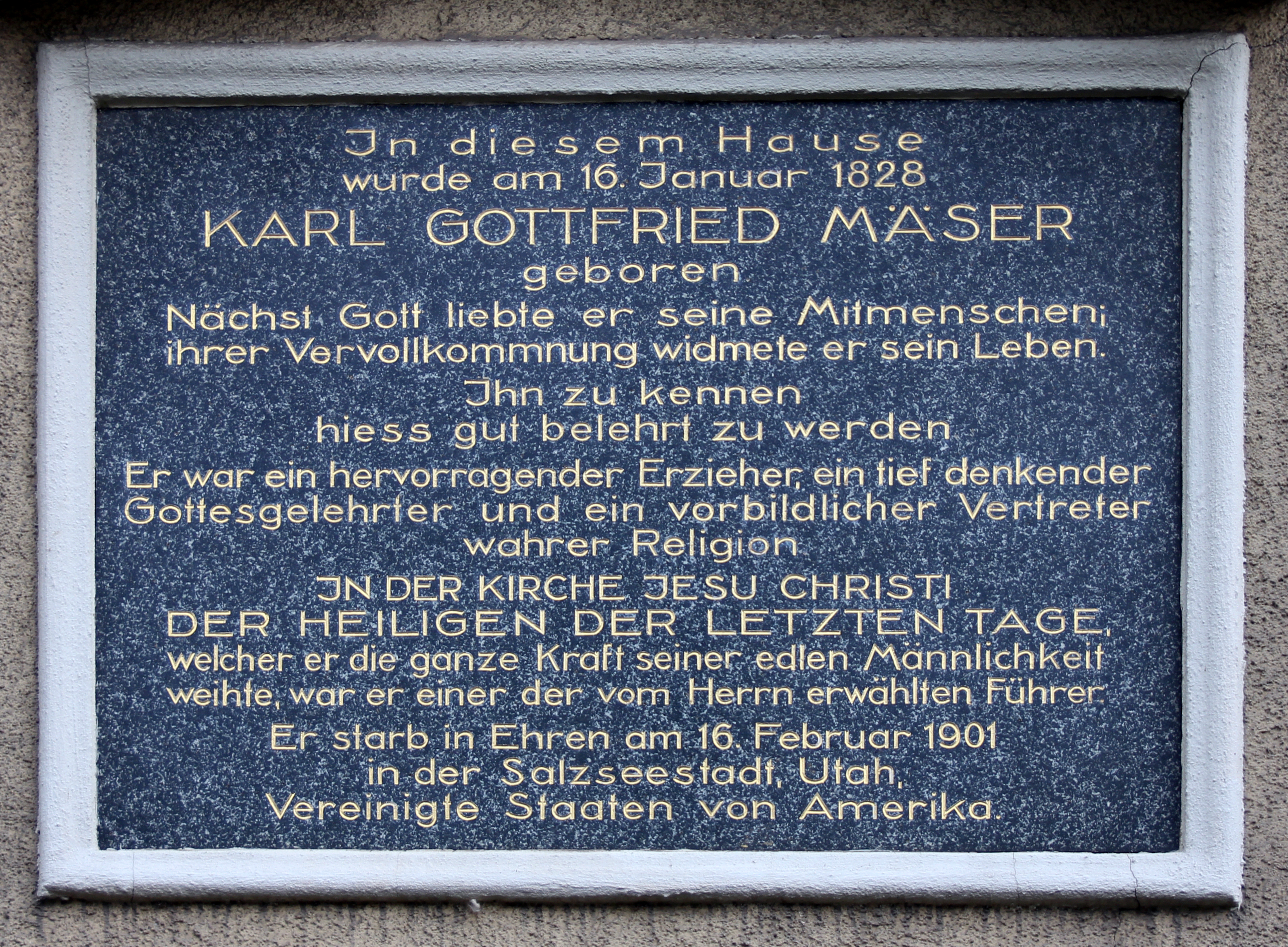
Gedenktafel am Haus, Zscheilaer Straße 10, in Meißen

Karl Gottfried Mäser (* 16. Januar 1828 in Vorbrücke; † 15. Februar 1901 in Salt Lake City) war ein deutscher mormonischer Theologe und Pädagoge.

## Leben
Der Sohn eines Zeichners der Meißner Porzellanmanufaktur besuchte zunächst eine Privatschule und wechselte dann an die Kreuzschule in Dresden. Nachdem er das Lehrerseminar in der Friedrichstadt und an der Königlichen polytechnischen Schule in Dresden eine Lehrerausbildung abgeschlossen hatte, wurde er Lehrer in Dresden, Tutor in Böhmen und stellvertretender Direktor einer Schule in Dresden-Neustadt.

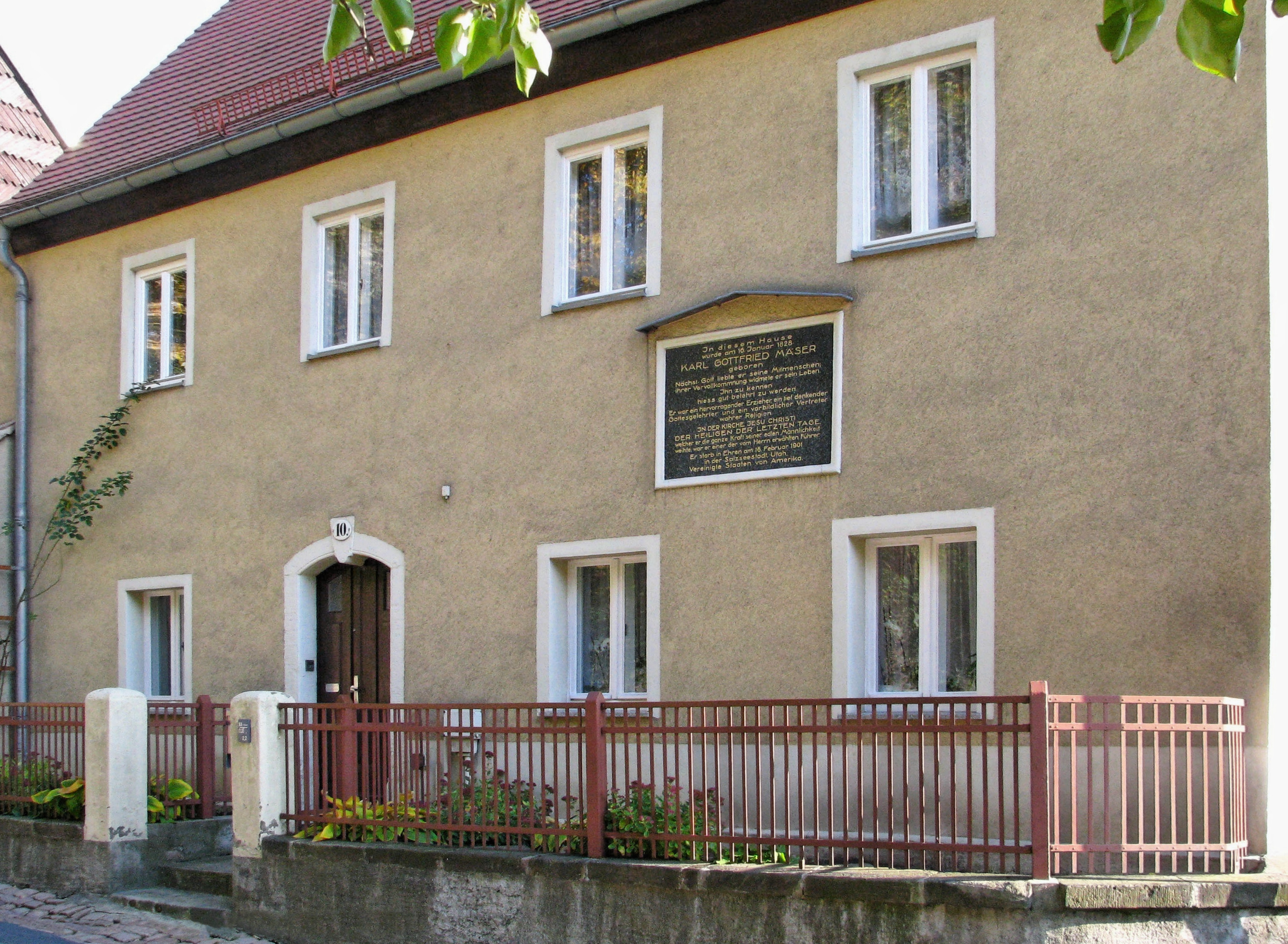
Geburtshaus Karl G. Maeser

Er heiratete 1854 Anna Mieth; 1855 ließ er sich zum Mitglied der Mormonen taufen, weswegen er seine Stellung als Oberlehrer aufgeben musste. Mäser wanderte 1856 aus und wurde missionarisch tätig. So wirkte er in London und Schottland und siedelte 1857 in die USA um, wo es ihn zunächst nach Philadelphia, dann nach Virginia zog und er als Musiklehrer tätig war.
Im Jahr 1860 ging er nach Utah, wo er eine Schule für Jungen und Mädchen sowie eine Abendschule für Männer und Frauen in Salt Lake City gründete. Im Folgejahr wurde er als Leiter der Unionsakademie berufen, die er 1862 weitgehend ausbaute und dies ebenfalls bei anderen Schulen in Utah vollzog. Später ging er als Leiter der Mormonischen Missionen für die Schweiz und Deutschland nach Europa zurück und war an der Herausgabe der deutschsprachigen Kirchenzeitung Der Stern beteiligt.
1870 kehrte er nach Salt Lake City zurück, war an der Gründung der allgemeinbildenden Abteilung der University of Utah beteiligt und nach der Gründung der ersten Kirchenuniversität, der Brigham Young University in Provo am 16. Oktober 1875, deren Rektor. In dieser Funktion stellte er 1894 bei der Weltausstellung in San Francisco (California Mid-Winter Exposition) das Kirchen-Erziehungswesen in den Vereinigten Staaten dar.

## Ehrungen

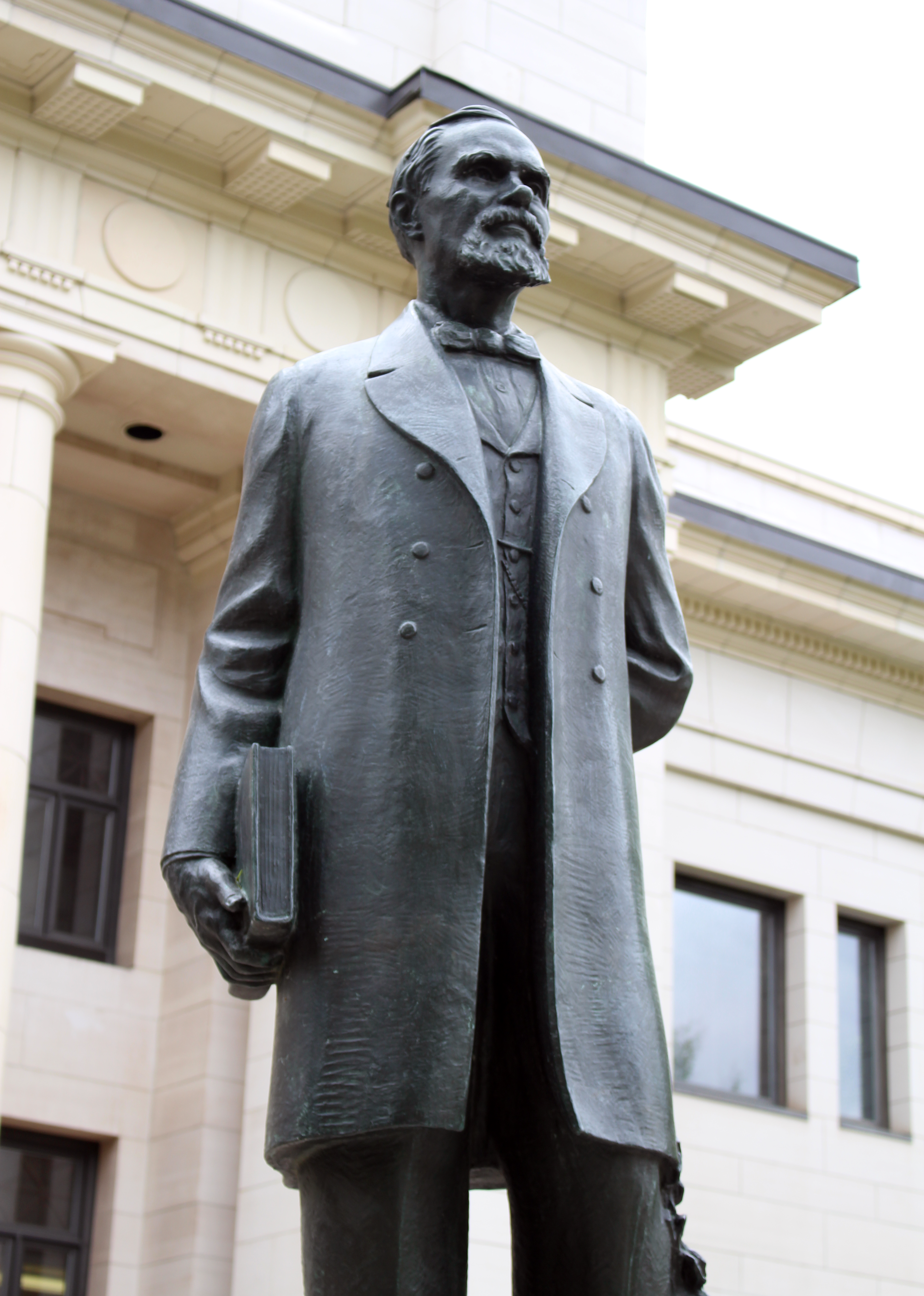
Statue von Mäser an der Brigham Young University.

- 1928 wurde an seinem Geburtshaus eine Gedenktafel angebracht. 51° 9′ 57″ N, 13° 28′ 43,8″ O
- Auf dem Gelände des Gemeindehauses der Mormonen in Dresden wurde 2001 eine Kopie des Denkmals Karl G. Mäsers eingeweiht. 51° 1′ 57,2″ N, 13° 45′ 41,4″ O
- Das Original steht vor dem Maeser Building auf dem Campus der Brigham Young University.
- Nach ihm wurde der Ort Maeser im Uintah County in Utah benannt.